# Harpastum
Harpastum, vagy Harpustum egy, a rögbire hasonlító labdajáték volt a Római Birodalomban, továbbá valószínűleg a labdarúgás elődje. A rómaiak „kislabdajáték” néven is hivatkoztak rá, mivel a labda kicsi volt (nem olyan nagy, mint a follis, paganica, vagy a mai focilabda) és kemény, körülbelül a softballal egyenlő méretű és szilárdságú lehetett. A játék neve a görög ἁρπαστόν (arpaszton) latin változata, az ἁρπαστός (arpasztosz) semleges alakja, „elvitte”, az ἁρπάζω (arpazó) „megragadni” igéből.
Ugyanakkor a játék maga vagy a görög φαινίνδα (phanininda) római változata volt, vagy a szintén görög ἐπίσκυρος (episzkürosz) játéké. A játék jelentős gyorsaságot, mozgékonyságot és fizikai megterhelést igényelt. A játék pontos szabályaiból kevés maradt fent, de a források azt mutatják, hogy erőszakos játék volt, amiben gyakran földre kerültek a játékosok.

## A labda mintája
Sinj városában, egy ókori katonai tábor romjai között találtak egy sírkövet, amin egy Harpastát tartó fiú látható. Érdekesség, hogy a labda mintája, ami az emlékművön szerepel ugyanúgy öt- és hatszögekből épül fel, mint a mai focilabda.